# Район Пяскове
Район Пяскове ( нім. Sand Vorstadt ) — район Вроцлава, включаючи історичний район найдавнішого середньовічного міста, розташованого на прилеглих до нього з півночі островах на річці Одер (сьогодні вони вважаються частиною району Старе Місто ): Ostrów Tumski (який сьогодні вже не є островом) та острови: П'ясек, Біларська, Виспа Млинська та Слодова, а також житлові комплекси, розташовані від історичного центру на схід, включені в зону с. це передмістя після знесення міських укріплень у 1808 році.
Тому до району Пяскове було включено так зване «Zakatedrze» або «Zatumie» (Hinterdom, в районі сьогоднішніх вулиць Вишинськего та Щитнціка), села Fischerau (Рибакі), Шайтінг (Щитнікі та Нові Щитнікі), Leerbeuthel (Залісся) та південна частина Elbing (Ольбіна).

## Середньовіччя

### Початок поселення на Тумському острові
Острув Тумський – острів на річці Одер, розташований нижче гирла річки Олава – був місцем, де спочатку (приблизно в 9 столітті) виникло відкрите поселення, а потім твердиня, яка у 985 році була перетворена Мєшком I в укріплену фортецю П'ястів. У цьому місті вони мали свою резиденцію каштеляни (пізніші ксьонжонта ) Вроцлава (у його північно-західній частині), а також церковну владу (єпископ) у його південно-східній частині. В межах укріплень проживав також княжий військовий гарнізон і чиновники, духовенство з усім персоналом, що обслуговував обидва двори: княжий і єпископський; проте жодних слідів ремісничої чи торгової діяльності на цій території не виявлено.

### Civitasдо реєстрації на лівому березі річки Одер
Ремесла й торгівля, а також пов’язані з ними протоміські поселення розвивалися на лівому березі Одеру, на перетині бурштинового шляху з Чехії до Великопольщі та центральної Польщі з шляхом, що сполучав Мал. Польща з Лужицею. Результати археологічних досліджень підтверджують тезу, яку обстоював Юзеф Казьмерчик в 60-х роках XX століття що початок поселення на цьому місці слід датувати XI ст. Ця місцевість у 3-му десятилітті XIII століття називалася лат. Civitas Vratislaviensis або Wratislaviensis був комплексом поселень, окремим від фортеці на острові Тумський (це було в - лат. in civitate Wratislavienssi sita - розміщений єпископ Вавжинець - після обміну, здійсненого в 1226 р. з регулярними каноніками св. Августина – парафія св. Войцех ). Цей комплекс (« ad sancti Adalberti » ) простягався між річкою Одер і переправою на острів Пясек (тобто сьогоднішній Пясковий міст ) на півночі до церкви св. Войцеха (на сьогоднішній площі Домініканського ) та нинішня лінія вул. Wita Stwosza на півдні, тобто на площі близько 400 метрів, а в широтному напрямку, ймовірно, від району сьогоднішнього перехрестя вул. Біскупія від вул. Віта Ствоша у східному напрямку на відстань близько 300 метрів - до берега Білої Олави ( Weiße Ohle, один із тодішніх рукавів річки Олава перед впадінням у річку Одер ), яка протікала де вул. Яницького і Країнського.

### Чотири міські локації та монгольська навала
На сьогоднішній день не збереглося жодних матеріальних свідчень, які б однозначно вказували на те, коли відбулося перше розташування міста Вроцлав і навіть який правитель це зробив. Відомий лише досить широкий період, з 1201 по 1241 рік, під час правління Генріха Бородатого (до 1238 року) або його сина Генріха Благочестивого, який загинув у битві при Легниці з монголами 9 квітня 1241р. Дослідники вказують на II або III десятиліття XIII століття, тобто період правління Генріха Бородатого. Розташування здійснено на територіях, вільних від забудови, на південний захід від лівобережного поселення ad sancti Adalberti.
Монгольська навала 1241 р. спустошила польські землі. Покинуте в паніці мешканцями – після звістки про наближення загарбників – місто, після передачі майна та продовольства до князівської твердині на Тумському острові, було спалене за наказом принца Генріха Благочестивого зі стратегічних міркувань. Облога міста монголами тривала лише кілька днів, але саме місто лежало в руїнах; крім того, принц Генріх Благочестивий загинув у битві при Легниці.
Після відходу монголів із Сілезії через Моравію до Угорщини відбулося друге розміщення міста (після руйнувань, що сталися у зв'язку з нашестям). Це також відбулося на лівому березі Одеру, в районі попереднього розташування, в 1242 році. Не зберігся також установчий документ Болеслава Рогатки ; відомо, що він був написаний до 10 березня 1242р., хоча лише з погано задокументованих непрямих джерел.
У 1261 році відбулося ще одне, третє, розташування міста, але Генріх III Білий не вніс серйозних змін у статус попереднього місця розташування, а лише впорядкував положення, які в документі, створеному незабаром після татарська навала могла бути недостатньо пропрацювана. Локаційний привілей від 16 грудня 1261р. дійшов до нашого часу і зберігається в Державному архіві у Вроцлаві.
Останнім актом було розміщення на схід від уже існуючого міста, за лінією перших міських стін (на правому - східному - березі Білої Олави, але все ще на лівому березі Одеру, точно навпроти Тумського острову); це відбулося 9 квітня 1263 року. Деякі дослідники припускають, що причиною розміщення другого міста безпосередньо за мурами існуючого могло бути бажання правителя створити джерело прибутку для Герхарда з Глогува, якого він зробив засновником Нового міста.. Вже через кілька десятків років, у 1327 році, Нове Місто було поглинуте Вроцлавом і відтоді стало єдиним міським організмом.

### Укріплення середньовічного Вроцлава

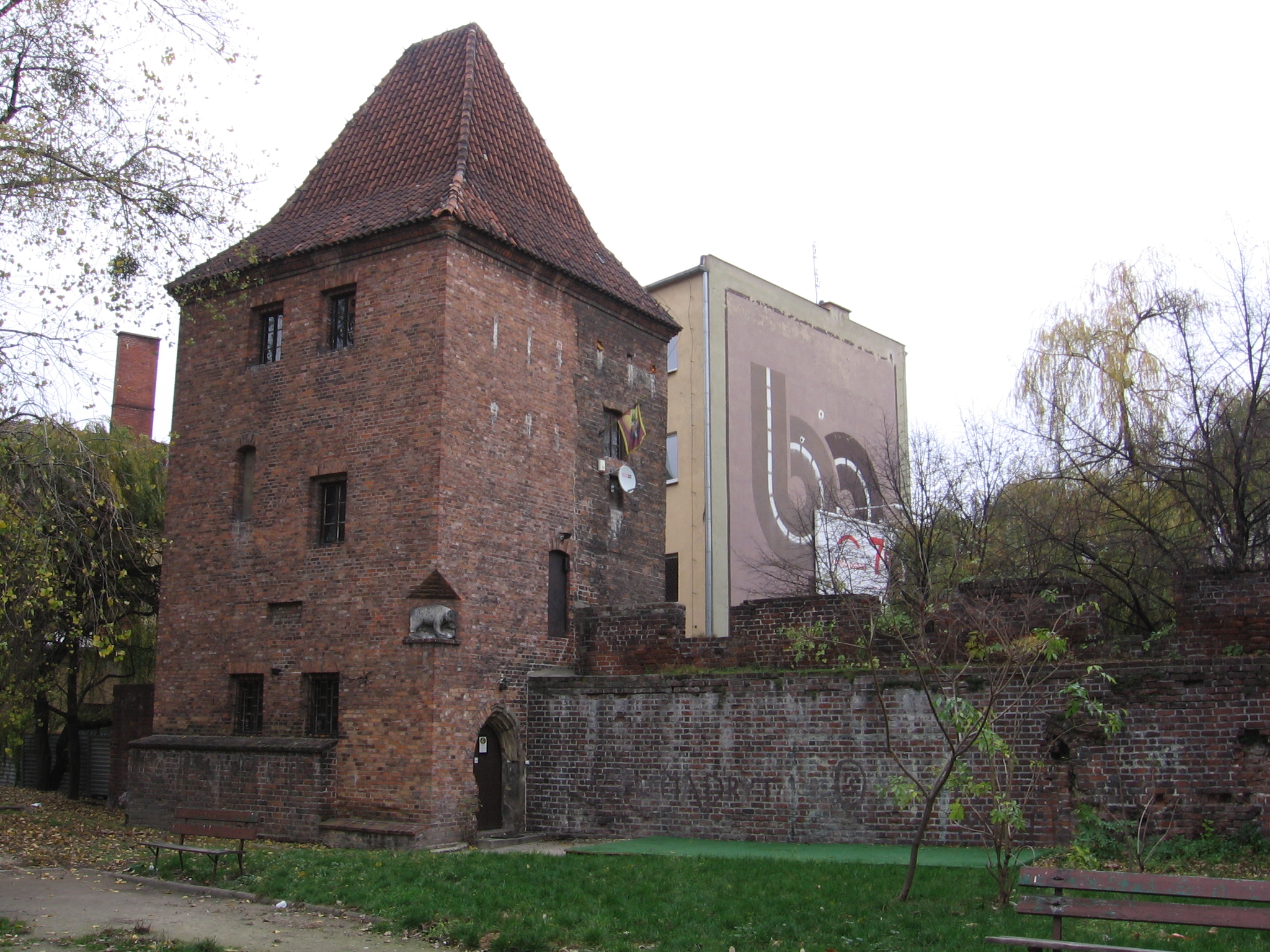
Ведмежа вежа - реліквія найдавніших укріплень Вроцлава

Укріплення, створені навколо першого зафрахтованого міста, якщо такі були, не були б корисними під час монгольської навали 1241 року, оскільки місто було покинуте та спалене до того, як загарбники досягли його. Однак невдовзі, після їх відступу та початку реконструкції міста Вроцлав, перед обличчям загрози подальших вторгнень, було вирішено інвестувати в міський рів та укріплення, спочатку в форму сухого рову, що оточує насип, збудований із викопаної землі та укріплений частоколом. Ймовірно, ці роботи проводилися в 1940-х роках. ХІІІ століття. Згодом вал розібрали, а на його місці спорудили муровані укріплення.
Природною водною перешкодою з півночі міста була річка Одра, а зі сходу – Біла Олава. Води останнього були використані для наповнення міського рову, виритого в другій половині XIII ст., під назвою « Чарна Олава », що півколом оточує місто з півдня та заходу. Він був остаточно наповнений водою в 1291 році.
У середині XIII ст., на північно-західному краю лівобережної civitatis (в околицях сучасних будівель Вроцлавського університету ) та на північ від території, зазначеної привілеєм на локацію (у зоні, що залишилася власністю князя), біля північної лінії міських укріплень було засновано князівський двір (другий, після Острова Тумського). Ним заволоділа вдова Генріха Благочестивого, Анна Пржемишлідка, і вона проживала там до своєї смерті в 1265 році. Він також був резиденцією силезьких герцогів. У чотирнадцятому столітті Карл IV Люксембурзький перетворив його на замок - т.зв. імператорський замок. Ця садиба і замок не збереглися до наших днів, у наступні століття окремі його частини були розібрані, а на цьому місці теперішній головний корпус Університету та університетська церква ім. Ісуса. Залишками його є ризниця цієї церкви т. зв. Царські ворота.
У зв’язку зі стрімким розвитком середньовічного Вроцлава та поступовим розвитком цвінгера перших міських укріплень уже наприкінці 13 століття (у 1299) було розпочато роботу щодо значного розширення території, захищеної цими укріпленнями. З цією метою було вирішено використати пониження території, яка в минулому була старицею Олави, розташованої приблизно за триста метрів на південь від «Чарної Олави», для другого, досі збереженого Міського рову, в межах по периметру якого були побудовані міцні укріплення, обладнані напр. бастіони, які вважаються найсильнішими середньовічними укріпленнями в цій частині Європи. Ця нова лінія укріплень була завершена в 1351 році, але з розвитком техніки облоги та наступним розвитком мистецтва будівництва укріплень вона зазнала модифікацій, розширень та модернізації, напр. бастіони почали з'являтися в новий час, з 16-го / 17-го століття, замінені більш сучасними фортифікаційними спорудами - бастіонами. Нове місто було захищене зі сходу формою міських стін, спільних зі Старим містом, лише w wieku XV.

### Новий час – передмістя Вроцлава
З кінця Середньовіччя, коли Старе місто (разом з Новим містом ) було оточене сучасними укріпленнями та підтримувалося річками Одер і Олава (на півночі та сході) та зовнішнім міським ровом (що захищав їх з півдня і заходу), території поза мурами – його передмістя – почали відігравати підпорядковану роль щодо городян. Фермери та тваринники оселилися в цих районах, постачаючи зерно, овочі, фрукти та м'ясо. Цими професіями в основному займалися жителі району Олавського, Свідницького, Міколайського (розташованого на лівому березі Одеру) та  Оджанського району (розташованого на правому березі, на північний захід від укріпленого Вроцлава).
Трохи іншу роль, ніж інші райони, відігравав район, розташований на північний схід від міста, включаючи такі острови: Острув Тумський і Пясек (назва Przedmieście Piaskowe, Sand Vorstadt ), Біларська, Млинська, Слодова і Тамка, а також південна частина Олбіна. Тумський острів, як первісний центр княжого поселення та первісний осередок сілезьких князів і єпископства, став найважливішим центром церковної влади для Вроцлава, але він залишався за межами міських укріплень. До Przedmieście Piaskowe входили також правобережні села Fischerau та Scheiting, тобто. Рибалки і Щитники.

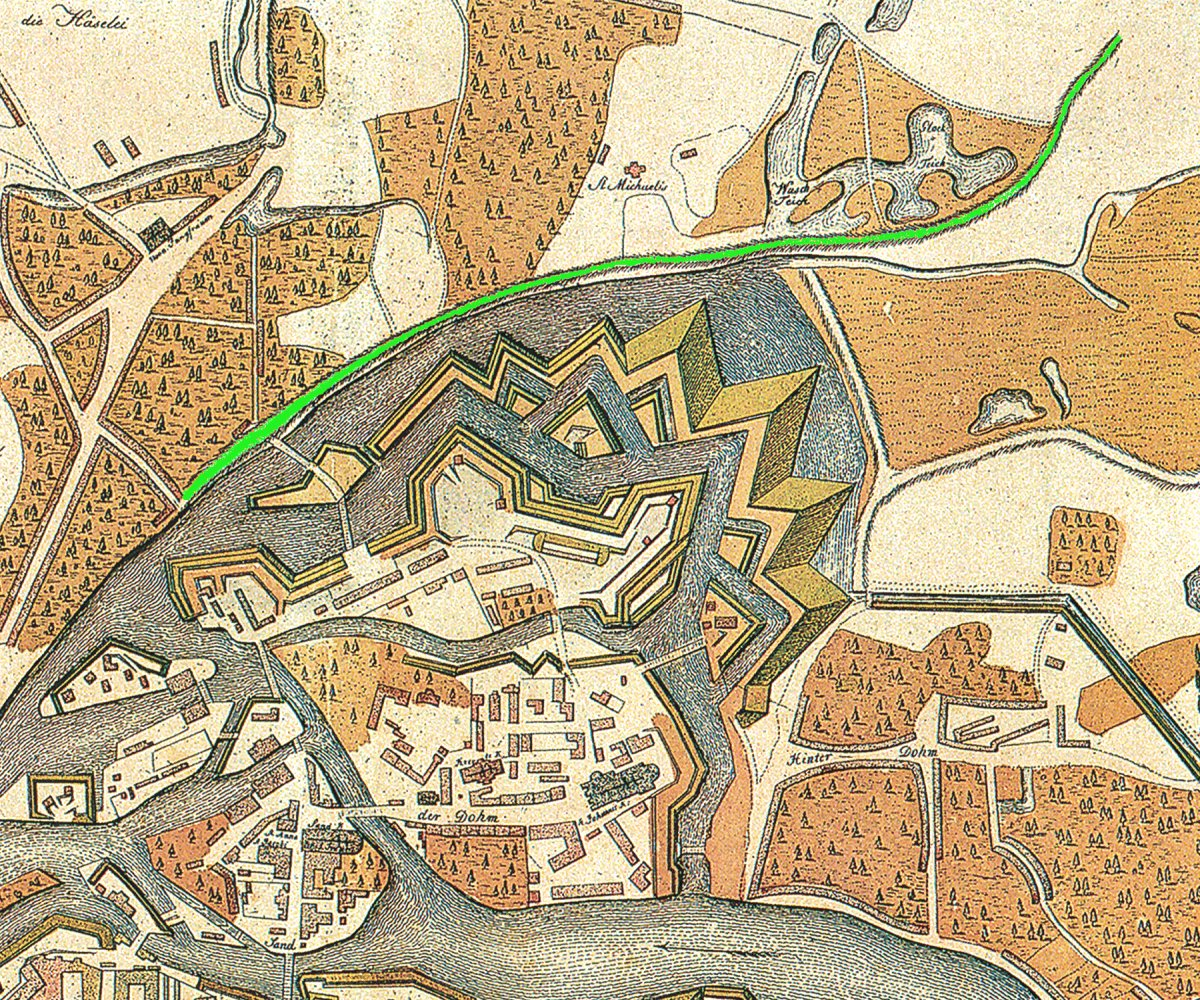
План укріплень Springstern в 1807 році - безпосередньо перед їх знесенням

У 1771–1782 роках за наказом прусського короля Фрідріха ІІ було розширено укріплення Вроцлава, в т.ч. у його північній частині — комплекс бастіонів, що захищають північно-східну частину міста, в т.ч Острів Тумський. Цей комплекс включав три бастіони: бастіон Ружанковий - Rosenthaler Bastion, бастіон Псіє-Поля- Hundsfelder Bastion і Нововєський - бастіон Neudorfer Bastion разом із валами та ровами. Його назвали Springstern («Зірка, що стрибає»), що відсилає до планування цього фортифікаційного комплексу. В даний час ця зона є зеленою зоною і називається Площа стрибучих зірок ; одна з чотирьох навколишніх вулиць сьогодні називається «На Валах» (до 1945 року Sternschanze ). І назва вулиці, і назва площі вказують на колишнє призначення цієї території.

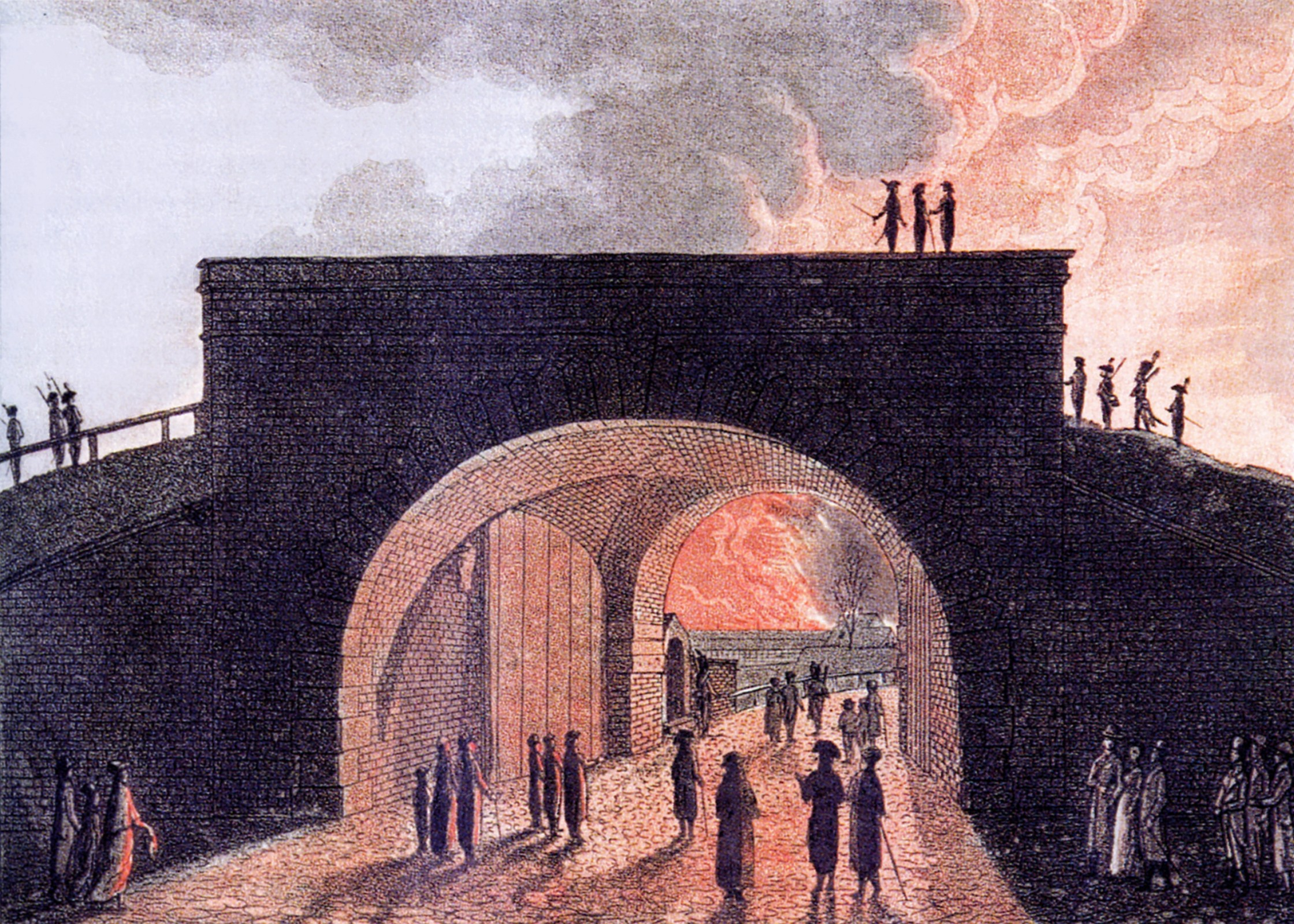
Брама Оджанська : спалення передмість перед початком облоги наполеонівської армії в 1806 році.

Райони укріплених міст перед загрозою вторгнення ворожих військ списували, заздалегідь знищуючи (зносячи і спалюючи) всі їхні споруди, які могли б дати притулок або прикриття обложним військам. Не інакше було і у Вроцлаві: наприклад, абатство св. Вінсента в Олбіні, перед обличчям турецької армії, що загрожувала Сілезії та Вроцлаву, був повністю зруйнований у жовтні 1529 року. Подібне рішення про ліквідацію району перед наближенням наполеонівської армії (під час війни з Пруссією ) було прийнято в листопаді 1806 року командувачем гарнізону Вроцлава генерал-майором Олександром Генріхом фон Тіле. Однак це рішення не захистило гарнізон, що захищав Вроцлав, від поразки: у грудні французи (за підтримки союзних баварських і вюртемберзьких військ) підійшли до міста і після менш ніж чотирьох тижнів облоги, через відсутність надії захисників на допомога армії пщинського князя Фердинанда Фрідріха (яка була зупинена під Бжегом ), комендант фон Тіле капітулював 4 січня 1807р. Через три дні Ієронім Бонапарт прибув до Вроцлава, отримавши акт про капітуляцію прусського гарнізону.
Найважливішим рішенням для міста, яке прийняв брат імператора Наполеона після цієї перемоги, було наказ про знесення міських укріплень (хоча обидва існуючі на той час рови – внутрішній, т.зв. Чарна Олава, і зовнішній - залишилася). Процес руйнування стін тривав протягом наступних років, але 19 листопада 1808р. було оголошено королівський наказ про включення передмістя, що оточувало колишні укріплення, під муніципальну юрисдикцію.

## Район Пяскове після знесення укріплень, з 1808 р.

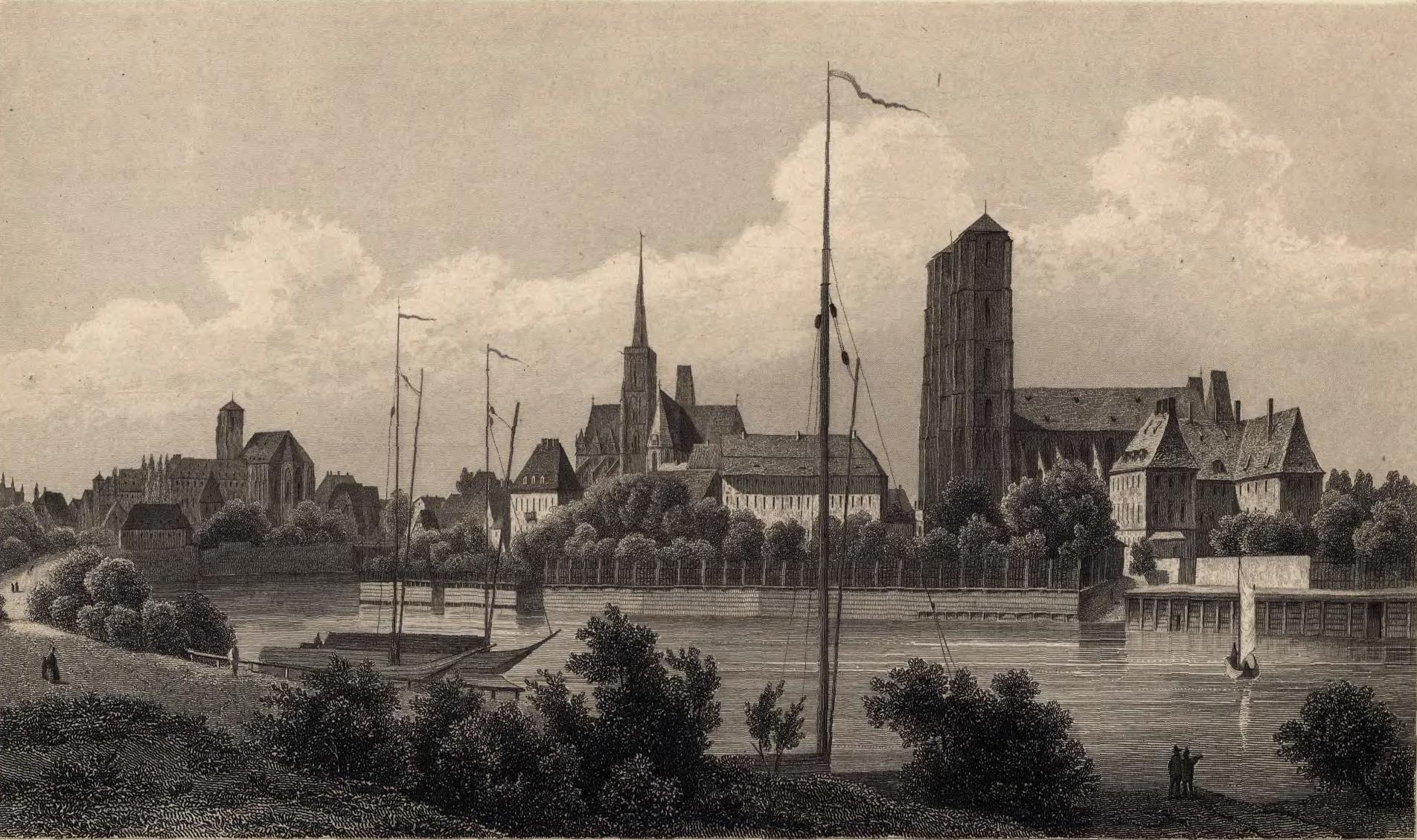
Вид на район Пяскове у 19 ст Цегларський бастіон. Праворуч дві вежі собору, посередині Колегіат Святого Хреста та св. Варфоломія

### Ботанічний сад у Вроцлаві

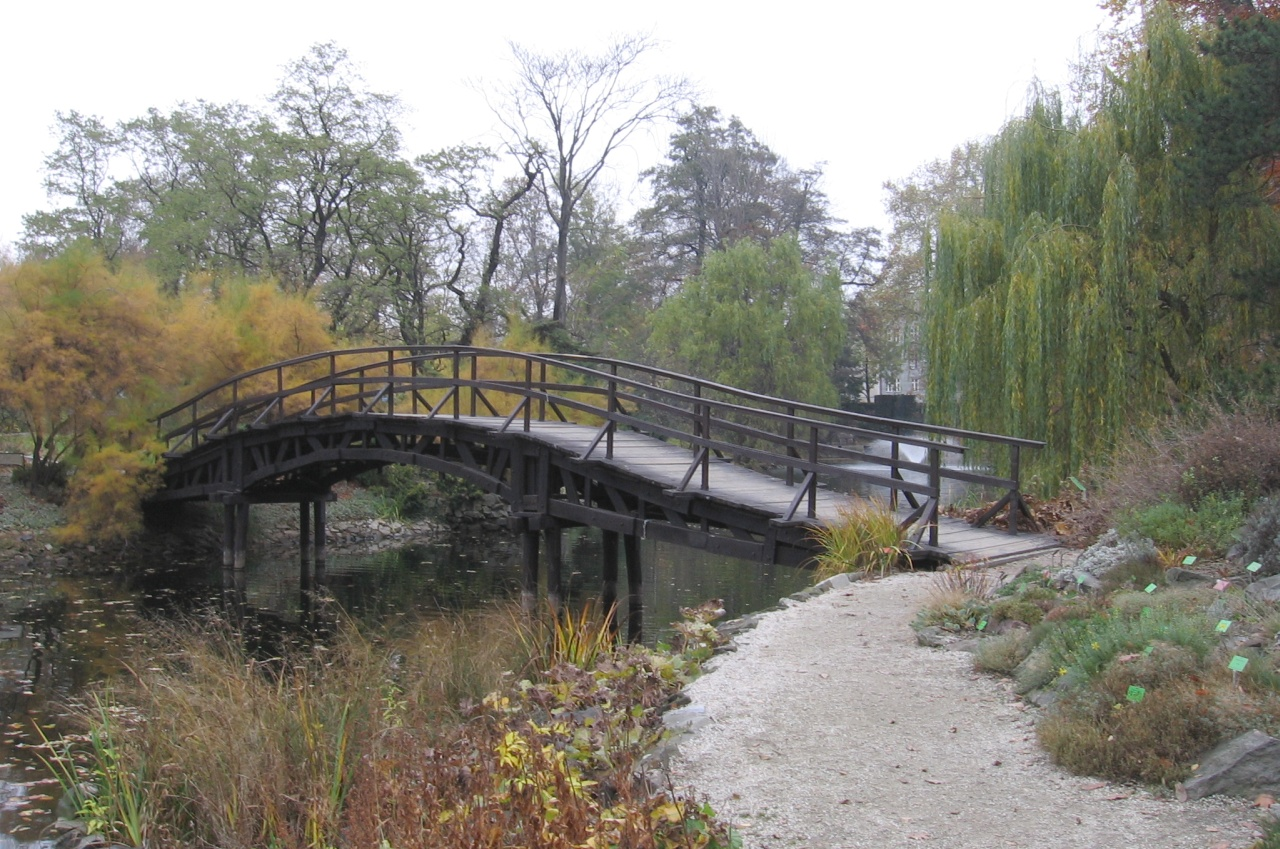
Ботанічний сад : міст через ставок, який є залишком фрагмента рову, що захищав міські стіни.

Вроцлавський ботанічний сад був заснований у 1811 році, коли прусський король Фрідріх III Вільгельм вирішив надати Вроцлавському університету 5 гектарів землі, відновленої після ліквідації Springstern— бастіонів, що захищали Тумський острів. Хоча на подарованій ділянці був великий видовжений ставок (зберігся донині, залишки рову навколо бастіонів), який був резервуаром води для рослин, місцевість спочатку не була сприятливою для створення саду: ґрунт одразу після посадки укріплення не був родючим. Незважаючи на це, під керівництвом професора природничої історії та сільського господарства Франца Гейде та ботаніка проф. Йоганна Лінка, перша оранжерея для теплолюбних рослин була створена в 1812 році, і протягом перших п'яти років її існування вдалося освоїти близько 1/3 площі, переданої Саду, розмістивши в ній 500 таксонів наземних рослин і - у великій і малій оранжереї - 1500 видів екзотичних рослин.
З 1816 по 1830 рік Лудольф Крістіан Тревіранус керував садом; за його часів у Саду було вже близько 7000 рослин (у 1824р.), серед яких були також рослини з маловідомих тоді регіонів Австралії та Південної Африки. Багато подорожуючи, Тревіран вів жвавий обмін з іншими ботанічними садами Європи, зокрема з ботанічним садом Ягеллонського університету, заснованого майже на тридцять років раніше ботанічного саду у Вроцлаві. Ще в 1818 році він видав каталог, в якому пропонував для обміну насіння 1500 видів рослин.
Після Тревінаруса, з 1830 по 1851 рік, Сад очолював систематик рослин Крістіан Готфрід Даніель Ніс фон Езенбек. Важливим кроком на початку його діяльності була організація насаджень з урахуванням спорідненості рослин і покращення естетики (раніше Тревінарус мав сад в англійському стилі, і розташування рослин тоді залежало лише від їх потреби - грунт і інсоляція). Фон Езенбек втратив роботу у Вроцлавському університеті в 1851 році з політичних причин, у зв'язку з його діяльністю під час весни народів (1848-1849), і тому його посада директора Ботанічного саду стала вакантною.
У 1852 році ним керував лікар і фармацевт за освітою, а також ботанік за пристрастю Йоганн Генріх Роберт Гепперт. Під його керівництвом сад було розширено дендрологічними, палеонтологічними, фізіономічними та географічними групами, розширено відділ корисних рослин, побудовано три нові оранжереї для тропічних рослин (будиночок для кактусів зберігся донині). Період правління Гепперта в Саду вважається початком його найбільшого розквіту, який тривав до Першої світової війни. Це було з його ініціативи в саду 1856 р. до наших днів збереглася модель геологічного розрізу шарів Валбжихського вугільного басейну.
Після Гепперта садом послідовно керували Адольф Енглер (з 1883 по 1889), Карл Прантль (1889–1893), Фердинанд Пакс (до 1926), Петер Старк (до 1928), Йоганнес Бюдер (до 1945). Останній у 1933 р. розширив межі саду до, приблизно 1 га. на колишній цвинтар на сьогоднішніх вулицях Глонда та Вишинського.

### Зоологічний сад у Вроцлаві
З ініціативи мера Вроцлава д-ра. Юліуса Ельвангера в лютому 1863 р. почав роботу організаційний комітет з будівництва зоопарку. Місто виділило територію площею 9 гектарів у селі Щитники поблизу Вроцлава на розгалуженні Гурної Одри та Старої Одри, на периферії Передмістя Пяскове. Перші будівельні роботи розпочалися восени 1863 року, а у 1864 році було оголошено конкурс на посаду директора закладу (ним став Франц Шлегель ). У неділю, 10 серпня 1865 року, Зоологічний сад був вперше відкритий для публіки; до кінця року його відвідали 67 476 людей.
Наступником Шлегеля після його смерті в 1882 році став Герман Штехман. Він значно розширив Сад, призвів до володіння 1600 тваринами та будівництва слоняника та павільйонів для бегемотів і носорогів у 1887-1888 роках і вольєру у 1889 році. У 1897 році він імпортував з Ліверпуля — за 2400 марок — самку горили, тварину, яка на той час була ще дуже маловідомою. Самку назвали Пуссі ; вона прожила у Вроцлаві сім років, що тоді було надзвичайним досягненням у розведенні людиноподібних мавп.
Штехман раптово помер у листопаді 1900 року; у березні 1901 р. було призначено його наступника Фрідріха Грабовського. Під час його правління було побудовано декілька нових приміщень для тварин (оленів, страусів, кенгуру та європейських хижаків), а також новий будинок для управління Саду. Час Першої світової війни та перші роки після її закінчення спричинили серйозну фінансову кризу у Вроцлавському саду та змусили його тимчасово закрити з 1 квітня 1921 року (7 травня того ж року були вивезені останні тварини). Відтоді територія Саду та його споруди слугували мешканцям як місце для відпочинку та різноманітних розважальних заходів. Через шість років становище підприємства, яке керувало Садом, покращилося: на рубежі квітня-травня 1927 року 1850 тварин 480 видів було доставлено до Вроцлава десятком залізничних транспортів, після чого Сад відновив свою діяльність. За вісім місяців до кінця 1927 року було зафіксовано півмільйона відвідувачів, що було величезним особистим успіхом директора Грабовського.
Грабовський помер у 1929 році, і його змінив його досі помічник Ганс Гонігманн. Велика криза, яка торкнулася Німеччини під час його директорства, також призвела до значного зменшення доходів Саду. Через своє єврейське походження режисер Хонігманн перед лицем зростання впливу нацистського руху в Німеччині в 1934 році вирішив піти у відставку й емігрувати до Англії.
У 1934 році його змінив Мартін Шлотт. Це призвело до придбання трьох гектарів землі для саду; у 1937–1939 рр. — вольєри та кімнати для антилоп, зебр і жирафів, скельний вольєр для бабуїнів (зі стшегомського граніту), басейни для тюленів і морських левів, вольєри для ведмедів. Під час його правління у Вроцлавському саду було дві тисячі тварин. Однак незабаром почалася Друга світова війна, одним із завершальних акордів якої стала облога Фестунга Бреслау. Сьогодні немає достовірних відомостей про те, як саме виглядав наказ про знищення небезпечних тварин, виданий командуванням оборони фортеці в січні 1945 року. У будь-якому випадку відомо, що хижі тварини (леви, тигри, гієни, ведмеді тощо) і всі чотири слони, якими володів сад, були вбиті. Проте багато тварин (519 тварин, у тому числі 3 бізони, 3 бегемоти, жираф, 30 мавп різних видів) вижили. Невдовзі, однак, було прийнято рішення перевести їх усіх до інших садів Польщі (Краків, Познань та Лодзь) і тимчасово призупинити роботу Саду. Транспортування тварин було завершено в серпні 1945 р.; деякі з них повернулися до Вроцлава після відновлення діяльності Саду в 1948 році.

### Медичний факультет університету

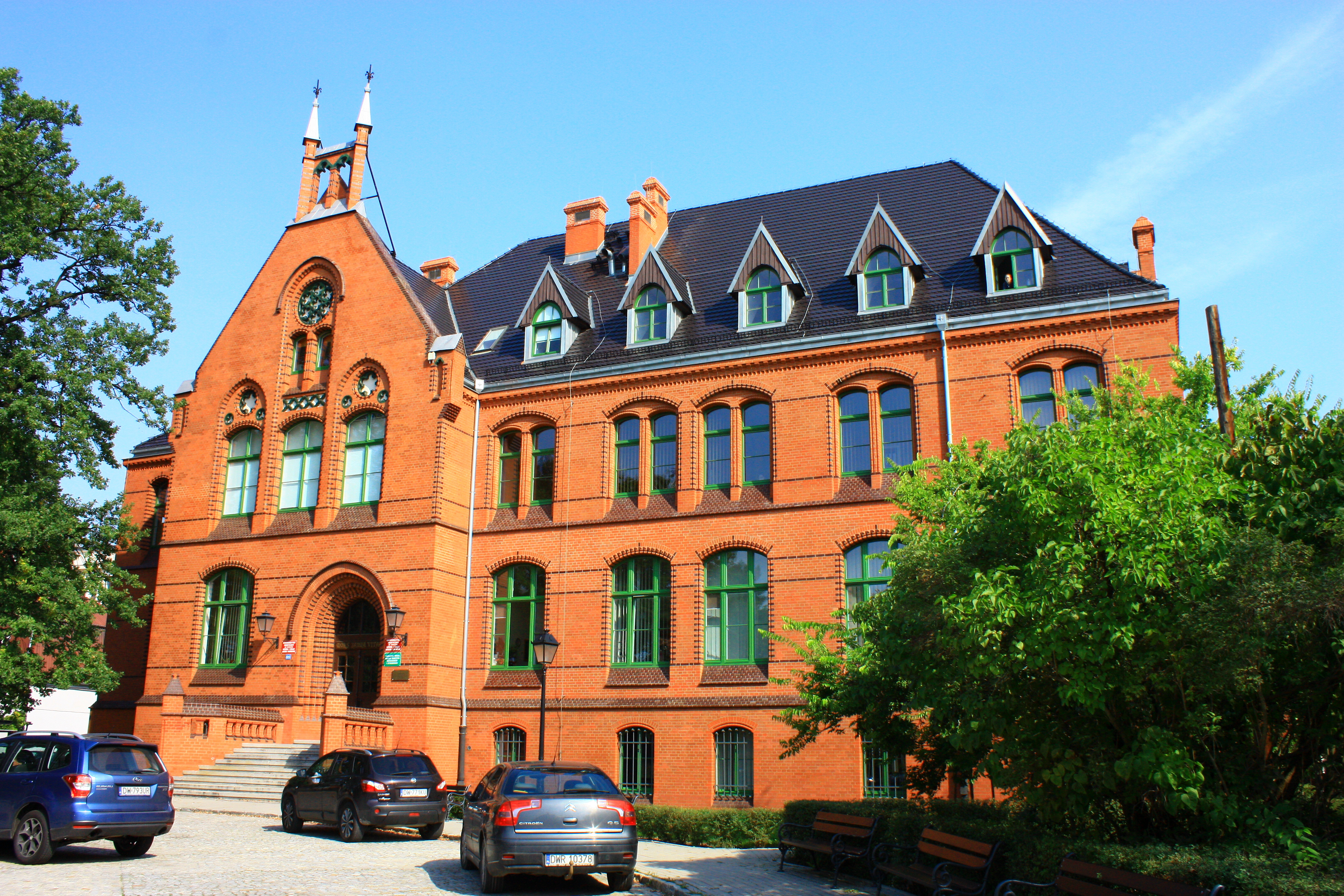
Будівля анатомічного колегіуму на вул. Халубіньскєго

Сьогоднішній медичний університет розташований у клінічних приміщеннях, спроектованих з 1885 року та побудованих у два послідовних етапи: у 1887-1892 роках, а потім у 1895-1909 роках. Перший етап охоплював будівлі на південно-східній стороні Maxstraße(сьогодні вул. Халубіньскєго), тобто в районі колишнього саду Maxgarten, друга черга – на протилежному боці цієї вулиці та в комплексі на Auenstraße(вул. Буйвіда), де була психіатрична клініка. Головним конструктором був Йозеф Вальдхаузен до 1893 року, потім Артур Бухвальд.
Територія саду, обрана для розміщення клінічного комплексу, поблизу тодішнього району вілл і Старого Одеру, також примикає до вже репрезентативної Tiergartenstraße( вул. Кюрі-Склодовської ) був добре продуманим і вдалим містобудівним рішенням.
У другій половині ХІХ століття в Прусській державі бурхливо розвивалася медична наука, в т.ч. хірургії, були елементом національної гордості та мали високий соціальний престиж, який проявлявся, серед іншого, в у великій ретельності в оформленні окремих об'єктів, а також у використанні цегляної неоготики по всьому комплексу - посилаючись на готику, визнану національною.

### Грюнвальдський міст
Близько 1880 року на лівому березі Одеру, в Передмістя Олавське, навпроти Передмістя Пяскове, почалися серйозні гідротехнічні роботи. Річка Олава, що тече в такий бік до Міського рову, відділена від Одеру дамбою — дорога Am Steindamm («На кам’яній дамбі») — її засипали, перемістивши гирло до Одеру, так що вона знаходиться кількасот метрів раніше. В результаті цих обробок дорога вздовж колишньої лівої набережної Олави Am Ohlau Ufer разом із дамбою Steindamm утворили широку алею, що веде від Dominikanerplatz ( Plac Dominikański ) до берега Одеру (а потім повертає вздовж річки в напрямку нового гирла Олави і Mauritius Brücke - Олавський міст ). Ця алея зберегла попередню назву набережної Am Ohlau Ufer (після Другої світової війни її перейменували на вул. Словацького ). У місці виходу алеї на Одер була влаштована поромна переправа через Одер.
З розвитком району Пяскове, розташованого на правому березі річки Одер, зросли комунікаційні та транспортні потреби цього передмістя від центру Вроцлава. У той час єдиним вибором була вищезгадана переправа або сталевий міст Лессінга, розташований у кількох сотнях метрів вниз по течії річки Одер (він замінив дерев’яний Pfeningbrücke – «Міст Феніговий» – який раніше існував на цьому місці в 1875 році); після руйнування 1945 року тут збудовано нині діючий Міст Спокою. Дорога, що веде від Pfeningbrücke (пізніше від Lessing Brücke ), сьогодні початкова ділянка вул. Вишинськего з’єднувалася в Затумі з дорогою, що вела на південний схід (сьогодні Щитницька, що переходить у широку артерію Кюрі-Склодовської, тоді називалася Tiergartenstraße ) до Щитників (де в останнє десятиліття було збудовано комплекс клінік медичного університету). 19 ст. і далі до Paßbrücke (сьогодні Звежинецький міст ), що веде до Зоологічного саду, відкритого в 1865 р.
На протилежному боці Одеру також зростало Передмістя Олавське, зростали комунікаційні потреби, тому наприкінці 19 століття було вирішено замінити переправу в Ам-Оглау-Уфері мостом, який би вирішив зростаючу комунікацію проблеми. Ця ідея кілька років залишалася в концептуальному полі. У 1891 р. міській управі було представлено три проекти, жоден з яких, однак, не був обраний і реалізований через брак коштів; тема знову повернулася в 1896 р., потім вона обговорювалася публічно кілька років, крім того, міська влада готувалася до проекту дороги, купуючи (вже в 1902 р.) ділянки для запланованої репрезентативної Кайзерштрассе (сьогодні це головна вісь вул. Грюнвальдська площа), яка мала з’єднати майбутній міст з Тіргартенштрассе. Лише в листопаді 1904 року було оголошено конкурс на проектування нового мосту, який на той час називався Кайзер-Фрідріх-Брюке. Через три роки після завершення конкурсу розпочалося будівництво, яке разом із оздоблювальними роботами та випробуваннями тривало з осені 1907 року до осені 1910 року 10 października 1910 Кайзер-Брюке (так назва була остаточно прийнята) було здано в експлуатацію. Міст пережив бомбардування Festung Breslau навесні 1945 року і після Другої світової війни був названий «Грюнвальдським мостом».

### Зал століття

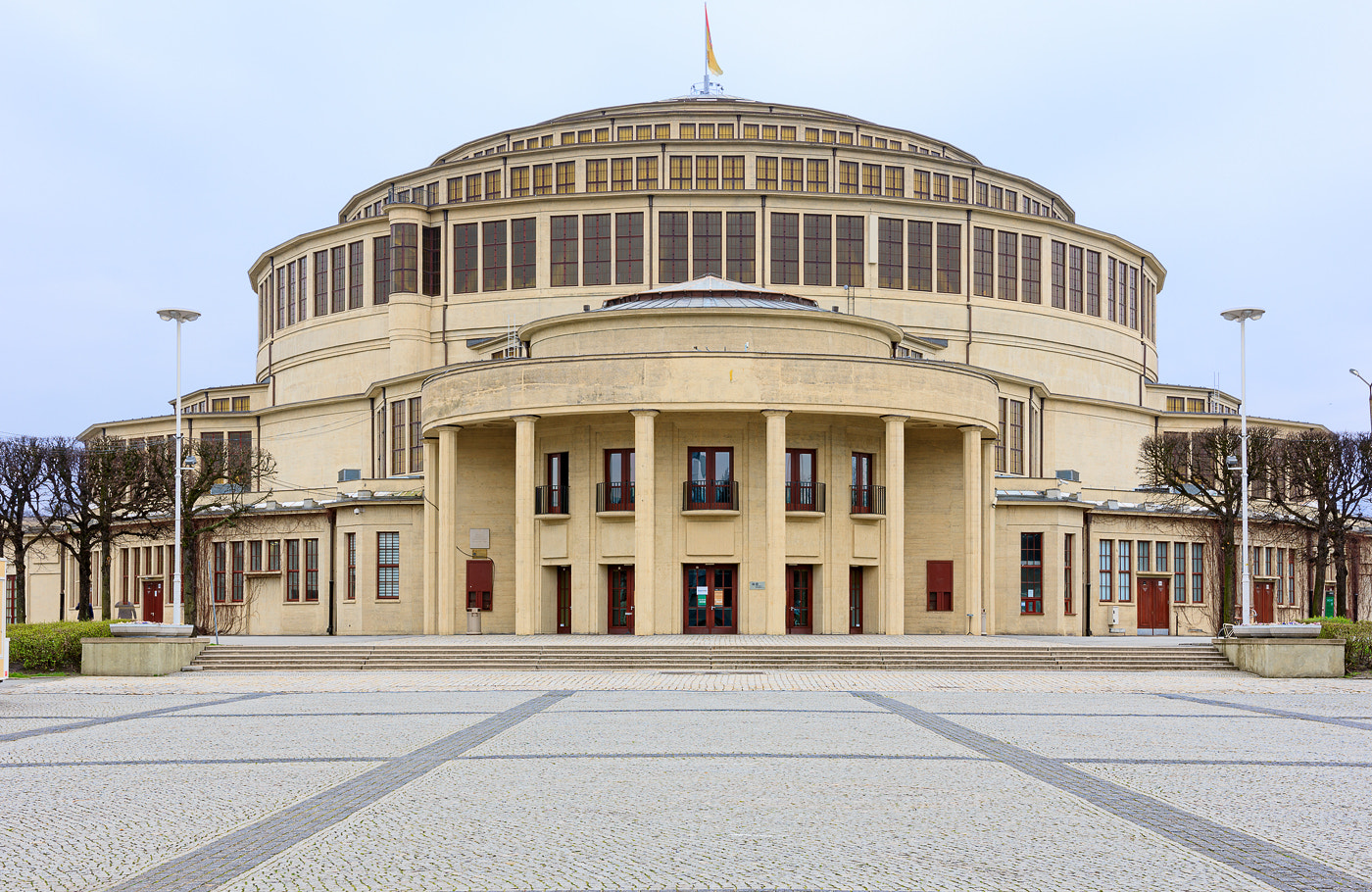
Зал Століття, поява 2016 року.

20 травня 1913 року у Вроцлаві спадкоємець престолу Фрідріх-Вільгельм провів урочисте відкриття Зали Століття разом із розташованим поруч із нею виставковим майданчиком. Ця церемонія була частиною ювілею 100-річчя публікації Фрідріхом Вільгельмом III у Вроцлаві прокламації до мого народу ( An Mein Volk ) від 17 березня 1813, яка закликала до загального опору проти Наполеона Бонапарта.
Завершений у 1911–1913 роках інноваційний і суперечливий проект Макса Берга із залізобетонним дахом мав найбільший проліт у світі на той час (зал має 42 м в висоту, а купол, що її покриває, 67 м в діаметрі) коштував близько 2 мільйонів марок. Зал був розрахований на 10 000 місць і був обладнаний в органом з 222 регістрами та 16 706 трубами, спеціально розробленому та виготовленому відомою компанією Sauer у Франкфурті (на Одері).

### «Великий Вроцлав» - приєднання нових районів у 1928 році

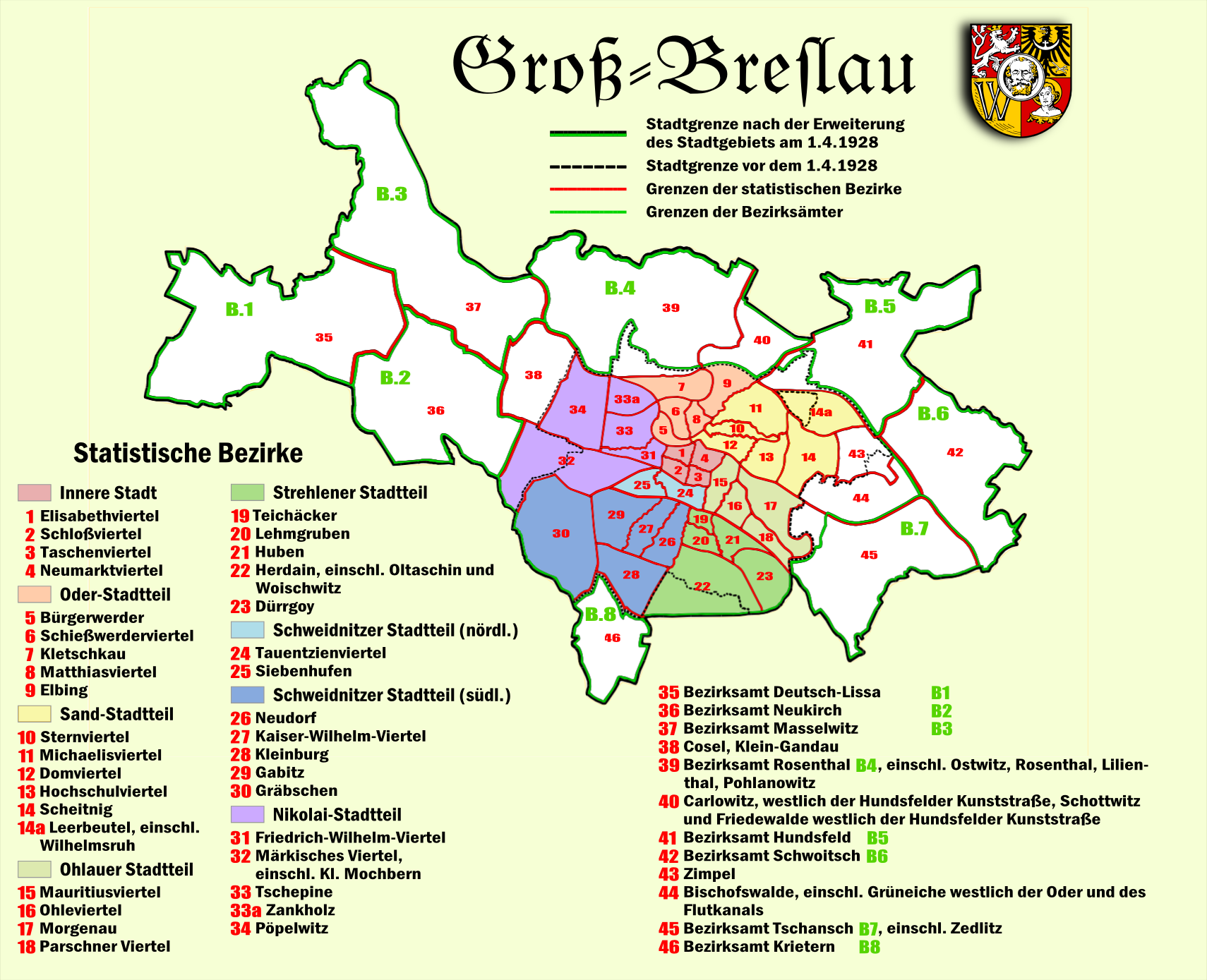
1928 р.: поділ на округи;Sand-Stadteil позначений жовтим (пронумеровані райони: 10-14a)

У 19-му та першій половині 20-го століття Вроцлав був поділений на два рівні: Stadteile (частини міста), що відповідали колишнім передмістям, і вони були поділені на Viertel («квартали», райони), іноді адміністративно пов'язані один з одним, що походить від початкового поділу середньовічного міста. Район Пяскове ( Sand-Stadtteil ) у першій половині 20 століття було поділено таким чином (цифри відповідають позначенням на карті праворуч):
10: Sternviertel (зірковий район)
11: Michaelisviertel (квартал Святого Михайла)
12: Domviertel (Катедральний район; Острів Тумський )
13: Hochschulviertel (Академічний округ); Neu-Scheitnig (Нові Щитники)
14: Scheitnig ( Щитники )
14a: Leerbeutel ( Залісся )
Райони з номерами від 10 до 14 були включені до складу міста в 1808 і 1868 роках. Район 14а ( Leerbeutel ) найпізніше, лише в 1904 р.
Сучасний поділ на райони включає частину колишнього Пяскового (точніше: Одерські острови: Пясек, Біларська, Млинська, Слодова, Тамка та Даліова, а також територію, розташовану на правому березі річки Одер на півд. східний фасад площі Бема та вулиці Мєшка  і св. Мартіна ) до житлового масиву Старе місто. Так само південний фасад вул. Сенкевича від пр. Бема до вул. кард. Вишинськего (а отже, і весь ботанічний сад) сьогодні формально включено до Старого міста. Крім того, та частина району Пяскове, яка розташована на схід від річки Старий Одер ( Alt-Scheiting, тобто Старі Щитники, включаючи Зоологічний сад і виставкові зони навколо Залу Століття, приєднані в 1868 році), тепер є частиною Біскупін - Семпольно. - Домбє - Бартошовіце, повністю на о.Великий острів. Решта частини району Пяскове сьогодні включає житловий масив Грюнвальдська площа та житловий масив Засіче-Залісся-Щитники.

## Район Пяскове з 1945 року

### Грюнвальдська площа у Вроцлаві

#### Будівництво аеропорту в 1945 році
У лютому 1945 року, коли кільце оточення міста радянською армією було закрито і німці втратили Flughafen Breslau-Schöngarten (аеропорт у Страховіце ), а також коли вони значно наблизилися до аеропорту в Гондув Мелий, проведено роботи зі створення муніципального резерву аеропорту на вільних від забудови територіях спортивного комплексу поряд з т.зв. Олімпійським стадіоном у районі Залісся, який сьогодні називають Марсовими полями. У спогадах командувачів Festung Breslau, написаних через багато років після війни, фон Альфен писав, що цей план не був прийнятий Гітлером, який 23 лютого наказав розмістити аеропорт відповідно до вказівок гауляйтера Ганке, тобто на лінії вздовж Kaiserstaße (теперішня площа Грюнвальдзка ), між Грюнвальдзким мостом і Щитницьким мостом, хоча це потребувало гігантських руйнувань на довжині приблизно 1,3 км (включаючи знесення церкви Мартіна Лютера з вежею майже сто метрів). Фон Альфен також писав, що стартовий майданчик на Масовому Полі також мав перевагу в тому, що він знаходився на відносно тихій ділянці фронту (він використав слова «в районі, якому все ще найменше загрожує наземна атака» ); однак це може бути не зовсім так, оскільки радянські війська, що оточили, були надто близько.
Ціною кількох тисяч життів (і величезного обсягу робіт зі знесення, вивезення сміття та посадки), у тому числі багатьох іноземних примусових робітників, наказ про будівництво нового аеропорту було виконано, а 300-метрова - широка злітно-посадкова смуга була завершена в квітні. Аж до капітуляції міста, яка відбулася через кілька тижнів (6 травня 1945 року) на нього не приземлявся жоден великий літак, за винятком одного транспортного планера «Гігант», який мав доставити захисникам важкі гармати піхоти. Є багато різних поглядів на останній зліт з цього аеропорту. За деякими даними, гауляйтер Ханке вилетів звідти на Ju-52 з 22 пораненими солдатами. За іншими даними, звідти вилетів тільки його ад'ютант, а сам Ханке вилетів 6 травня о 5:30 (за кілька годин до капітуляції міста), вилетівши на невеликому літаку Storch з району Залу Століття.

#### Szaberplatz, ринок, "Голіаф"
Кілька повоєнних років смуга між Грюнвальдським і Щитницьким мостами, позбавлена забудови, сприймалася новими мешканцями Вроцлава, а також тими небагатьма, хто пережив блокаду 1945 року, як місце обміну та торгівлі, т. зв « szaberplac ».
Також пізніше, у 1950-х, 1960-х, 1970-х і 1980-х і навіть у 1990-х роках, на дедалі меншій території, вільній від забудови, у кварталі вулиць Кюрі-Склодовської, Грюнвальдської та Пястовської зосереджувалися кіоски з дрібними предметами повсякденного вжитку, а також овочі, фрукти та інші харчові продукти. У 1991 році тут звели цирк-шапіто, до якого перенесли свої ларьки місцеві торговці; об'єкт мав діаметр 55 метрів і отримав неофіційну назву «Голіаф». Хоча воно було тимчасовим і довільним, воно проіснувало тут п’ять років, аж до 1996 р., коли магістрат остаточно вирішив припинити свою діяльність. У 2007 році на місці «Голіафа» збудовано торгово-розважальний центр Грювальдський Пасаж.

#### «Грюнвальдська вісь»

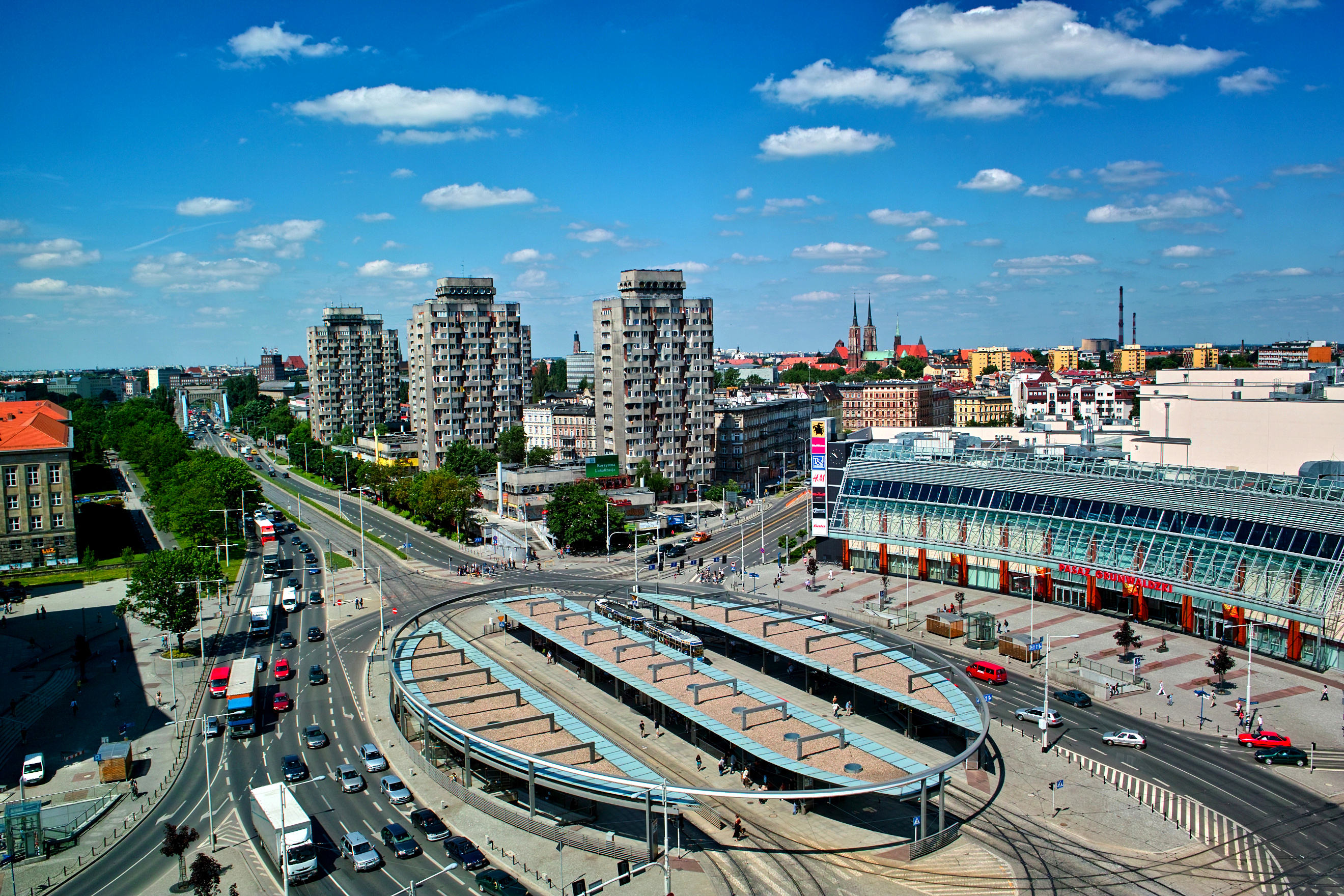
Грюнвальдська площа сьогодні: посередині еліптичного Rondo Reagan, Пасаж Грюнвальдський праворуч, далі праворуч т.зв. туалетні сидіння, ліворуч від них удалині Грюнвальдський міст, а ліворуч на краю каркасу (з червоним дахом) фрагмент корпусу D-1 Технологічного університету.

Зруйнований під час будівництва тимчасового аеропорту навесні 1945 року у Festung Breslau між Грюнвальдським і Щитницьким мостами, простір залишався порожнім і незабудованим протягом кількох післявоєнних років. Грюнвальдський міст, пошкоджений під час бомбардувань, було відремонтовано, комунікацію між двома мостами розчищено, а також у бік амбулаторного комплексу та до Звежинецького мосту, але, незважаючи на кілька конкурсів на забудову простору в кілька десятків гектарів, жодного узгодженого знайдено концепцію відтворення тамтешніх будівель. Частина пропонованих рішень передбачала будівництво на цій території монументального хмарочоса, подібного до тих, що будували в тодішньому СРСР (і до Палацу культури у Варшаві), були й такі, що мали на меті створення тут просторого плацу (наприклад, план був представлений, наприклад, у 1949 р. т. зв Комбінат робітничих житлових масивів, очолюваний архітектором, а водночас комуністичним діячем і генералом, згодом маршалом Польщі Маріаном Спихальським ). За часів реального соціалізму неможливо було розробити проект, який відповідав би очікуванням, які виникли у зв’язку з потребами трьох університетів (технічного університету, медичного та ветеринарного університету), які безпосередньо примикають до Грюнвальдської площі, а також пропагандистські, обумовлені політичними чинниками.
Першими частковими проектами, які були реалізовані, були два корпуси Технічного університету (позначені символами D-1 і D-2, побудовані в 1955 році) на території, де раніше стояла церква Мартіна Лютера (знесена німцями в березні 1945 року). у зв'язку з будівництвом аеропорту) та чотири т. зв «теки» (будівлі, позначені тоді символами Т-2, Т-3, Т-4 і – лише тимчасово – Т-5) або «амбари» – гуртожитки для студентів Вроцлавських університетів у східній частині площа на північній бічній осі, що сполучає Грюнвальдський і Щитницький мости. Варшавський «Містопроект» розробив їх у 1953 році, але спочатку їх мало бути три, за тим самим планом, розташованих перпендикулярно до цієї осі, але закриті спальними приміщеннями, що стоять уздовж цієї осі. Нарешті, до 1956 року було збудовано чотири «портфоліо» у перпендикулярному розташуванні, але тоді без об’єктів, паралельних Грюнвальдській осі (їх збудували лише через десять років за окремим планом). Майже через тридцять років після їх будівництва Марцін Буковський, архітектор і консерватор пам’яток у Вроцлаві, назвав будівництво чотирьох «тикових будинків» у цьому місці «випадковим» впровадженням, пов’язаним із «періодом глухого кута», який мав настати після ліквідації Вроцлавської дирекції відбудови та Вроцлавського планового бюро.
У 1957 р. створено новий проект Будинку досліджень (перший – у 1956 р.) на перехресті пр. Грюнвальдського з південно-східною частиною Кюрі-Склодовської. Будинок спроектовано у залізобетонній каркасній конструкції, вищій за вцілілі сусідні кам’яниці на вулиці Кюрі-Склодовської (збудована в 1960р.). У наступні роки на північній стороні вісі Грюнвальдської площі збудовано ще кілька гуртожитків: у 1965 р. на перехресті вул. Пястковська з Грюнвальдською площею, побудовано гуртожиток для студентів Вроцлавського університету «Двадцятирічний» за типовим проектом, розробленим Krakow Miastoprojekt; у 1968 р. по осі площі Грюнвальдського збудовано гуртожиток «Екран», який охоплював з боку площі гуртожитки Т-2, Т-3, Т-4 та «Кентавр», а також (неподалік від Щитницького мосту) гуртожиток «Зодіак» для студентів аграрного університету, а у 1980-х рр. ХХ століття — гуртожитки «Олувек» і «Кредка». У 1966 році за «Двадцятирічкою» зведено будівлю факультету меліорації для тодішньої Вищої школи сільського господарства (тепер Університет природничих наук ); поспішне будівництво без дотримання норм безпеки призвело до будівельної катастрофи 22 березня, під час якої загинуло 10 осіб (виконроб і 9 робітників); цей заклад був побудований лише через кілька років. На південній стороні осі площі (у східній частині) у 1961–1964 роках збудовано три комплекси павільйонів для ветеринарної клініки (четвертий — у 1970-х роках). У західній частині Грюнвальдської площі, з північного боку, у 1960-х роках було збудовано будівлю Інституту математики Вроцлавського університету, а в 1970-х роках – житлово-обслуговуючий комплекс (так звані «sedesowce», рідше «Вроцлавський Мангеттен» - шість 16-поверхових житлових будинків разом з торговельно-сервісною інфраструктурою) за проектом арх. Ядвіга Грабовської-Гавриляк.
У 21 столітті, у 2006–2008 роках, на місці колишньої Щитницької зірки ( Scheitniger Stern ) на перетині осі площі Грюнвальдзкої з вул. Кюрі-Скадовської та Пястовка, а також торгово-розважальний центр Пасаж Грюнвальдський (2007р.).

### Вроцлавський університет науки і техніки

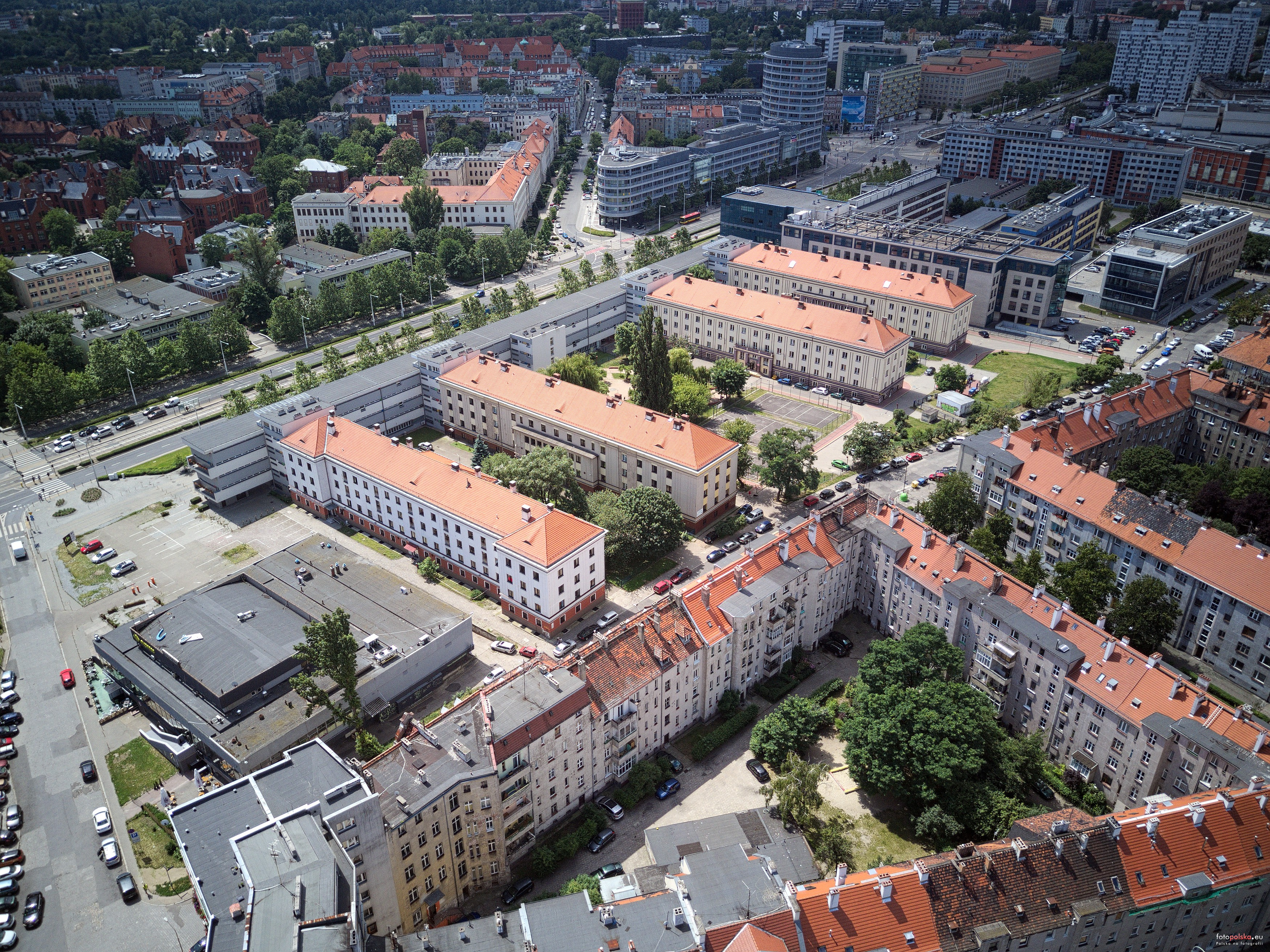
т. зв «теки» або «амбари» - студентські гуртожитки в районі Грюнвальдської площі

Королівська вища технічна школа, відкрита в 1910 році імператором Вільгельмом II, функціонувала у Щитніках у Вроцлаві, у районі Пяскове, доки облога Festung Breslau не перервала її наукову та дидактичну діяльність. Відразу після капітуляції міста 6 травня 1945р. частини Червоної Армії увійшли в його територію з метою захисту обладнання та наукових матеріалів від знищення та підготовки їх до транспортування в СРСР. 2 липня 1945 розпочався перехід приміщення школи до польських рук. Указом від 24 серпня 1945р. ( Dz.U. z 1945 r. nr 34, poz. 207 ) «Польські державні університети, академічні школи» були створені у Вроцлаві, але з організаційних міркувань у початковий період це був спільний організм Університету та Технічного університету. Серед інших до Вроцлава приїхали науковці, які становили ядро першого складу університету Львівського університету та Львівської політехніки. Першу лекцію прочитав 21 листопада 1945р. проф. Казімєжем Ідашевським, який спеціалізувався на електричних машинах.
У 1946 році Технологічний університет мав два факультети: будівельний і механіко-електричний. 1 вересня 1949 року інженерно-будівельний факультет був розділений на інженерний та архітектурний, а механіко-електротехнічний факультет — на механіко-електротехнічний. 15 вересня 1951р. було створено авіаційний факультет, а 1 вересня 1951р. хімічний та санітарно-технічний факультети, тож у 1951/52 навчальному році було вже сім факультетів.
Будинки Технологічного університету позначені символом, що складається з літери та цифри, а ті з них, де розташовувалася Королівська вища технічна школа, розташована вздовж Вибжежа Виспянського, у кварталі від вул. Норвіда, Смолуховського та Лукасевіча, позначені літерою A (наприклад, головний корпус Технологічного університету за адресою Вибжежа Виспянського 27 – корпус A-1), а ті, що від вул. Лукасевіча на схід літерою B (наприклад, колишній Металургійний інститут, нині хімічний факультет на Смолуховського 25 – це корпус B-1). Інші будинки в інших кварталах або районах міста позначаються літерами (C, D, E, F, G, H), а студентські гуртожитки - літерою Т. Існують також допоміжні приміщення, позначені літерами K, L, M, P або U.
Першим новим об’єктом, побудованим для Технологічного університету, стала будівля на ділянці за адресою вул. Лукасевіча 3/5, де під час війни був тимчасовий осередок (відкритий у 1942 р.) Інституту хімічної технології штучних волокон; це була одноповерхова дерев'яна споруда, яка була повністю зруйнована під час облоги 1945 року. У 1948-1949 роках для потреб машинобудівного факультету тут було зведено новий корпус (за проектом Анджея Фрідецького), також одноповерховий, а приблизно через рік – дві лабораторії та виробничі зали. Нині, з 2004 року, на місці одноповерхової будівлі розташований новий корпус машинобудівного факультету та факультету інформаційних технологій та менеджменту (з позначкою В-4), а аудиторії існують і сьогодні (В- 6 і B-7). У 1950 і 1951 роках будинки А-3 (Смолуховського  23), А-2 (Лукасевіча  2).
Вроцлавський технологічний університет офіційно відокремився від Вроцлавського університету 1 вересня 1951 року. Відтоді в наступні роки відбулися серйозні організаційні зміни. Зведені й інші новобудови: на вул. Лукасевіча 7/9 (теперішній корпус B-5) було збудовано у 1953 році для потреб факультету машинобудування, а у 1954 та 1955 роках два корпуси-близнюки D-1 та D-2 (Грюнвальдська площа № 13 і № 9) для електротехнічного факультету та (після ряду організаційних змін) санітарно-технічного факультету. У 1954–1956 рр вибудовано 4 студентських доми (Т-2, Т-3, Т-4, "Кентавр") між віссю площі Грюнвальдської та вул. Грюнвальдської (вул. Грюнвальдська 59, 61, 63, 65). У 1968 році Технологічний університет отримав багатоквартирний будинок 19-го століття на Вибжежі Виспянського 7, де розпочав роботу Центр іноземних мов (корпус Н-4). У 60-ті роки XX століття розпочато будівництво будинків С-1, С-2, С-3 та С-4 (останні два введені в експлуатацію у 1970 та 1971 роках) на вул. Янішевського.
3 жовтня 1964 р., під час урочистого відкриття 1964/1965 навчального року, на площі між корпусами D-1 і D-2 було відкрито пам’ятник вбитим професорам Львова роботи вроцлавського скульптора Бориса Міхаловського.

## Дивись також
- Адміністративний поділ Вроцлава
- Історія Вроцлава